# Corey Yuen
Corey Yuen (元奎, Yuán Kuí.; nascut Ying Gang-ming (殷元奎); 16 de desembre de 1951) és un director de cinema, productor de cinema i coreògraf d'acció de Hong Kong, i antic actor.
Yuen era membre de l'Escola de l'Òpera de Pequín i una de les Set Petites Fortunes. Com a actor, Yuen és potser més conegut com a estudiant a la pel·lícula de comèdia de kung fu de 1979 Dance of the Drunk Mantis. Com a director d'acció, Yuen va guanyar fama al cinema estatunidenc començant amb la pel·lícula de 1998 Arma letal 4, seguida de la superproducció de 2000 X-Men i sis de les obres americanes de Jet Li: Romeo ha de morir, Kiss of the Dragon, L'únic , Néixer per morir, War i Els mercenaris.

## Història i inicis de carrera
Va ser un dels millors amics de Jackie Chan, Sammo Hung i Yuen Biao durant els seus dies a l'acadèmia dramàtica de l'Òpera de Pequín, i va prendre un nom artístic de Yuen Kwai. Van passar aquells dies entrenant amb un estil durament disciplinat sota la vigilància del mestre Yu Jim-yuen. Aniria a aparèixer com a figurant a pel·lícules d'acció de Hong Kong durant l'era del "chop socky" dels anys setanta.
A la dècada de 1970, Yuen va tenir tres pel·lícules de Hwang Jang Lee: Secret Rivals 2 (1977) com a secuaz de Silver Fox; The Invencible Armor (1977) com a assassí; i la pel·lícula Dance of the Drunk Mantis (1979).
A la dècada de 1980, Yuen va interpretar el líder deixeble del diable a la pel·lícula de 1983 Zu Els guerrers de la Muntanya Màgica, al costat de Sammo Hung, Yuen Biao i Mang Hoi. Yuen va interpretar a membre de l'equip SWAT a la pel·lícula de 1985 Primera missió, al costat de Sammo Hung i Jackie Chan. Yuen va interpretar Bad Egg a la pel·lícula de 1986 Righting Wrongs (que també va dirigir), juntament amb Yuen Biao, Melvin Wong, Cynthia Rothrock, Peter Cunningham i Siu-wong Fan. Yuen va interpretar a Judy Wu a la pel·lícula de 1987 Eastern Condors juntament amb Sammo Hung, Joyce Godenzi, Billy Chow, Yuen Biao, Siu-chung Mok , Yuen Woo-ping i Melvin Wong.
A la dècada de 1990, Yuen va interpretar Man in the Boat a la pel·lícula de 1990 Sheots Straight, (que també va dirigir) juntament amb Joyce Godenzi, Sammo Hung i Yuen Wah. Yuen va interpretar a Li Kwon Bon a la pel·lícula de 1993 Fong Sai-yuk II (que també va dirigir) al costat de Jet Li. Yuen va interpretar l'oncle Po a la pel·lícula Hero de 1997 (que no s'ha de confondre amb la pel·lícula de 2002 del mateix nom dirigida per Zhang Yimou i protagonitzada per Jet Li) al costat de Yuen Biao i Takeshi Kaneshiro.
A la dècada de 2010, Yuen va interpretar el general de Cao Cao a la pel·lícula del 2010 Just Another Pandora's Box al costat de Ronald Cheng, Yuen Biao, Kai-man Tin, Siu-wong Fan i Wu Jing.
Yuen és ara un dels principals directors d'acció que ha arribat tant a Hong Kong com als Estats Units. El juliol de 1981, Yuen va fer el seu debut com a director a Hong Kong a la pel·lícula de 1982 Ninja in the Dragon's Den, juntament amb Hiroyuki Sanada, Conan Lee i Hwang Jang Lee. El juny de 1985, Yuen va fer el seu debut com a director estatunidenc a la pel·lícula de 1986 Ni retirada, ni rendició, que va suposar el debut cinematogràfic de l'actor d'artista marcial belga Jean-Claude Van Damme. Ha treballat amb la majoria de les principals estrelles de Hong Kong en un moment o altre, i va començar la carrera de Michelle Yeoh i Cynthia Rothrock el 1985 amb Yes, Madam . El 1990 va dirigir la pel·lícula All for the Winner juntament amb Stephen Chow, seguida de la seva seqüela de 1991 Top Bet juntament amb Anita Mui. També ha dirigit Jackie Chan amb Sammo Hung a la pel·lícula de 1988 Dragons Forever, i va dirigir Anita Mui, Andy Lau i Aaron Kwok a Saviour of the Soul.
El 1993, va començar una aliança i una bona amistat amb l'actor Jet Li. Va dirigir diverses de les pel·lícules de Li, començant per Fong Sai-yuk i Fong Sai-yuk II i continuant fins a The Bodyguard from Beijing, The New Legend of Shaolin and My Father Is a Hero, i també va coreografiar dues pel·lícules de Jet Li: The New Legend of Shaolin i High Risk.
A la dècada de 2000, Yuen va dirigir la pel·lícula de 2006 DOA: Dead or Alive, basada en la sèrie de jocs de lluita Dead or Alive. La pel·lícula és protagonitzada per Holly Valance, Jaime Pressly, Devon Aoki, Sarah Carter i l'antic lluitador de la WCW, TNA i WWE Kevin Nash.

### Obres posteriors i americanes
Una vegada que Li va guanyar fama als cinemes americans a partir de la pel·lícula de 1998 Lethal Weapon 4, la direcció d'acció de Yuen també va rebre fama a Occident. Va treballar a la superproducció de l'any 2000 X-Men com a director d'acció, i també s'encarregaria de les arts marcials i de les seqüències d'acció en sis de les altres obres americanes de Jet Li: Romeo ha de morir, Kiss of the Dragon, L'únic, Néixer per morir, War, i Els mercenaris.
També va dirigir parcialment The Transporter i El control de la venjança, estrenada el 2002. No va tornar a dirigir la seqüela Transporter 2, estrenada el 2005. No obstant això, el seu equip de dobles i artistes marcials apareixen a la pel·lícula, i Yuen va ser el coreògraf de lluita i el director de la segona unitat.

## Filmografia

### Pel·lícules
Aquesta és una llista parcial de pel·lícules.
- Deaf and Mute Heroine (1971)
- Fist of Fury (1972)
- The Yellow Killer (1972)
- Tough Guy (1972)
- Intimate Confessions of a Chinese Courtesan (1972)
- The Brutal Boxer (1972)
- The 14 Amazons (1972) (cameo)
- The Rats (1973)
- The Money Tree (1973)
- Death Blow (1973)
- Chinese Hercules (1973)
- The Black Belt (1973)
- Wits to Wits (1974)
- The Tournament (1974)
- The Shadow Boxer (1974)
- Naughty! Naughty!  (1974)
- The Evil Snake Girl (1974)
- Valiant Ones (1975)
- The Man from Hong Kong (1975)
- The Himalayan (1976)
- Bruce Lee and I (1976)
- To Kill a Jaguar (1977)
- Snuff Bottle Connection (1977)
- Six Directions of Boxing (1977)
- Secret Rivals 2 (1977)
- Pursuit of Vengeance (1977)
- The Mighty Peking Man (1977)
- Last Strike (1977)
- The Invincible Armour (1977)
- Instant Kung Fu Man (1977)
- Heroes of Shaolin (1977)
- The Fatal Flying Guillotines (1977)
- Death Duel (1977)
- Broken Oath (1977)
- The Vengeful Beauty (1978)
- Flying Guillotine 2 (1978)
- Massacre Survivor (1978)
- Dance of the Drunk Mantis (1979)
- We’re Going to Eat You (1980)
- Ring of Death (1980)
- The Buddha Assassinator (1980)
- Perils of the Sentimental Swordsman (1982)
- Zu Els guerrers de la Muntanya Màgica (1983)
- Primera missió (1985)
- Righting Wrongs (a.k.a. Above the Law) (1986)
- Millionaire's Express (1986)
- Eastern Condors (1987)
- Spooky, Spooky (1988)
- In the Blood (1988)
- Couples, Couples, Couples (1988)
- She Shoots Straight (1990)
- The Raid (1990)
- The Nocturnal Demon (1990)
- Mortuary Blues (1990)
- All for the Winner (1990)
- Top Bet (1991)
- Saviour of the Soul (1991)
- Red Shield (1991)
- Fist of Fury 1991 (1991)
- Bury Me High (1991)
- Saviour of the Soul 2 (1992)
- A Kid from Tibet (1992)
- Fist of Fury 1991 II (1992)
- Women on the Run (1993)
- Kick Boxer (1993)
- Fong Sai-yuk II (a.k.a. The Legend of Fong Sai Yuk II and The Legend 2) (1993)
- The New Legend of Shaolin (a.k.a. Legend of the Red Dragon) (1994)
- High Risk (a.k.a. Meltdown) (1995)
- Hero (a.k.a. Ma Wing Jing) (1997)
- Just Another Pandora's Box (2010)
- A Chinese Odyssey Part Three (2016)

### Director
| Any  | Títol                      | Títol                     | Notes                                                 |
| Any  | International              | Philippines               | Notes                                                 |
| ---- | -------------------------- | ------------------------- | ----------------------------------------------------- |
| 1982 | Ninja in the Dragon's Den  |                           |                                                       |
| 1985 | Yes, Madam                 | The Super Cops            | a.k.a. Police Assassins i In the Line of Duty 2       |
| 1986 | Ni retirada, ni rendició   |                           |                                                       |
| 1986 | Righting Wrongs            | Fight to Win II           | a.k.a. Above the Law                                  |
| 1987 | Ni retirada, ni rendició 2 | Raging Thunder            | a.k.a. Ni retirada, ni rendició II: Raging Thunder    |
| 1988 | In the Blood               |                           |                                                       |
| 1988 | Dragons Forever            | Super Dragon              |                                                       |
| 1990 | She Shoots Straight        |                           |                                                       |
| 1990 | All for the Winner         |                           |                                                       |
| 1991 | Top Bet                    |                           |                                                       |
| 1991 | Saviour of the Soul        | The Good and the Bad      |                                                       |
| 1992 | Ghost Punting              |                           |                                                       |
| 1992 | Saviour of the Soul II     |                           |                                                       |
| 1992 | Fist of Fury 1991 II       |                           |                                                       |
| 1993 | Women on the Run           |                           |                                                       |
| 1993 | Fong Sai-yuk               | The Prodigal Fighter      | a.k.a. The Legend of Fong Sai Yuk and The Legend      |
| 1993 | Fong Sai-yuk II            |                           | a.k.a. The Legend of Fong Sai Yuk II and The Legend 2 |
| 1994 | The Bodyguard from Beijing |                           | a.k.a. The Defender                                   |
| 1995 | My Father Is a Hero        | My Father Is a Hero       | a.k.a. The Enforcer and Jet Li's The Enforcer         |
| 1997 | Mah-jong Dragon            |                           |                                                       |
| 1997 | Hero                       |                           |                                                       |
| 1997 | 97 Legendary La Rose Noire |                           |                                                       |
| 1998 | Enter the Eagles           |                           |                                                       |
| 2001 | The Avenging Fist          |                           |                                                       |
| 2002 | El control de la venjança  | El control de la venjança |                                                       |
| 2002 | The Transporter            |                           |                                                       |
| 2004 | The Twins Effect II        |                           |                                                       |
| 2006 | DOA: Dead or Alive         | DOA: Dead or Alive        |                                                       |